# Mozabites
Cet article concerne le peuple mozabite. Pour la langue mozabite, voir Mozabite.
Ne doit pas être confondu avec Mzab (tribu).
Les Mozabites ou Aït Aghlane (appelés en mozabite At Aɣlan ou At Aghlan, en tifinagh : ⴰⵜ ⴰⵖⵍⴰⵏ, ou At Mzab, en tifinagh ⴰⵜ ⵎⵣⴰⴱ), en arabe algérien : "Beni Mzab", « Fils du Mzab », sont un groupe ethnique berbère, vivant principalement dans la région du Mzab en Algérie et les grandes villes algériennes.

## Population
Les Mozabites appartiennent en grande partie à la grande confédération des Iznaten (Zénètes). L'équivalent de l'appellation « Mzab » dans leur langue natale est « Aghlan » (en francisé : Aghlane), dans sa forme longue Ighzer awaghlan (littéralement vallée du Mzab). La plupart d'entre eux suivent le rite musulman ibadite et parlent le mozabite qui comme le kabyle ou le chaoui est un idiome berbère. Mais, la majorité des hommes sont bilingues, parlant également l'arabe dialectal.
Ils vivent principalement dans la région du Mzab en Algérie et les grandes villes algériennes. Au Mzab, ils sont établis dans les cinq cités de la Pentapole : Ghardaïa, Beni Isguen, Melika, Bounoura et El Atteuf et deux autres plus excentriques, Berriane et El Guerrara.
Malgré leur situation de minorité à la fois religieuse et linguistique, les Mozabites participent pleinement à la vie politique algérienne et occupent des postes influents dans l'administration algérienne.

## Histoire

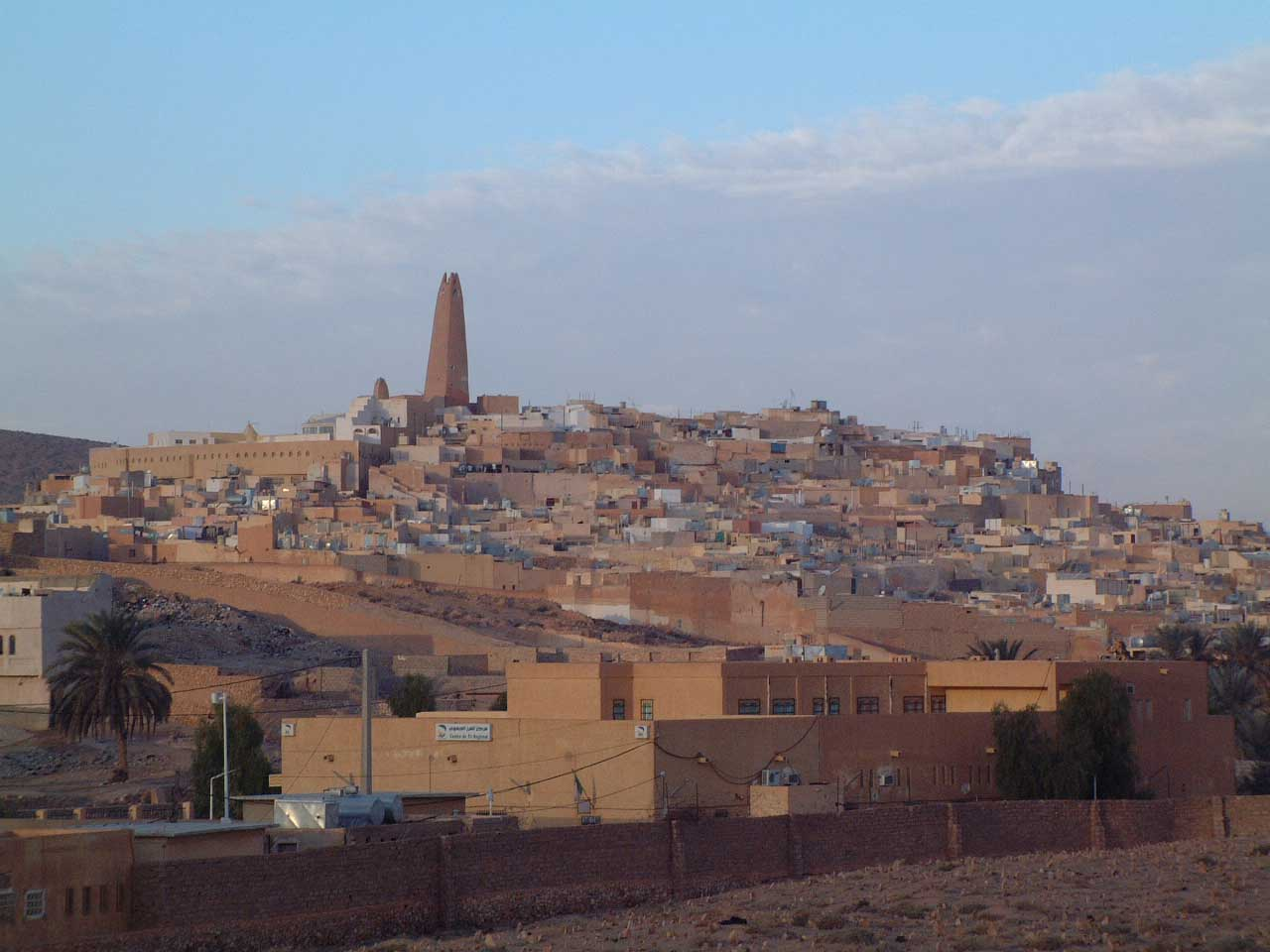
Ghardaïa, la vieille ville

À partir du Xe siècle, après la chute du royaume rostémide par les Fatimides, les réfugiés de Tahert s'établissent à Sedrata près d'Ouargla. Puis, ils atteignent la région inhospitalière de la Chebka du Mzab (« filet »). Au XIe siècle, ils bâtissent plusieurs villes dans la région. El Atteuf est fondée en 1012, suivie par Bounoura en 1057, Gardaïa, Melika et Beni Isguen,.
Au XIIIe siècle, les Berbères Ibadites se rassembleront dans la région du Mzab. Tous les réfugiés venaient de Tiaret, du Djebel Amour, etc. D'autres sont venus de Djerba en Tunisie pour des raisons inconnues à nos jours dans la région du Mzab.
Depuis le XIVe siècle, le rôle de la région comme carrefour commercial caravanier de l'Afrique saharienne s'est affirmé, autour de produits tels que les dattes, le sel, l'ivoire, les armes. La présence de Mozabites installés dans les villes du Nord du Maghreb telles que Tunis et Alger confirme leurs capacités commerciales.
Au XVIIe siècle, des factions dissidentes de Ghardaïa, fondent au nord de la vallée, deux cités, Guerrara et Berriane. D'autres dissidents des cités de la pentapole se sont installés dans ces villes coupées du gros de la communauté ibadite.

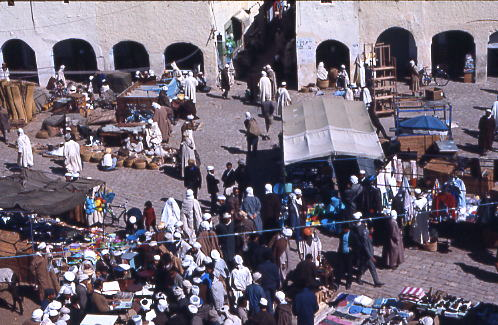
Ghardaïa, le marché

Durant la période ottomane, la communauté mozabite d'Alger avait un statut particulier et disposait de sa propre représentation auprès des autorités deylicales en la personne d'un amin. Les mozabites étaient les principaux organisateurs du commerce caravanier et ils avaient le monopole de la gestion des bains publics, des boucheries et des moulins de la ville.
Après la conquête de Laghouat par les Français en 1852, les Mozabites concluent avec le gouvernement d'Alger une convention pour l'autonomie, puis la France annexe le territoire en 1882. Les noyaux de migrants mozabites se démultiplient depuis le XIXe siècle, éparpillés d'abord dans le Tell, ils sont aussi présents dans le Sud-Est : Touggourt et Biskra, à l'est : Constantine et Sétif, mais également à Tunis.
Au début du XXe siècle, le commerce devient l'activité principale des Mozabites. Ils accaparent même certains secteurs dans les villes algériennes. Durant cette période, Berriane et surtout El Guerrara deviennent un espace privilégié du mouvement réformiste mozabite. Pendant la guerre d'Algérie, les Mozabites adhèrent au mouvement du MNA de Messali Hadj, puis les réformistes vont rejoindre le FLN.

## Anthropologie et société

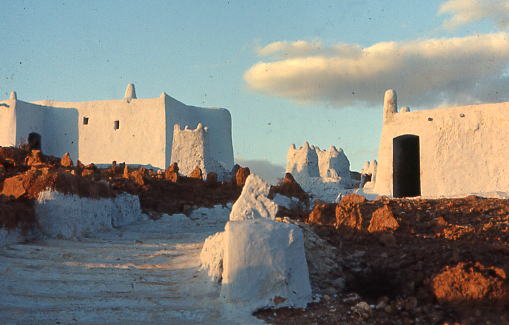
Ghardaïa, mosquée de Chikh Baba-Oueldjemma

La culture mozabite trouve le fondement de sa cohésion dans la richesse de ses traditions historiques, légendaires et doctrinales qui définit un style de vie original. La société mozabite est divisée en plusieurs fractions qui unit plusieurs familles étendues. Chaque fraction a généralement son quartier propre, son cimetière, son ancêtre éponyme et son patrimoine. Elle possède un conseil social qui a sa maison d'assemblée et qui gère les affaires d'intérêt commun. La cohésion familiale demeure extrêmement forte.
La Azzaba est le conseil des sages qui décide de toutes les décisions des citoyens selon des règles. Une assemblée est chargée de régler les problèmes religieux, une autre à vocation plus politique. Les délibérations de ces assemblées, sont sanctionnées par des « conventions » (iffiqat).
La célébration des mariages se fait selon un rite unique, la coutume veut que les mariages se fassent en groupe. Une journée de l'année est proclamée pour cette célébration. Elle regroupe tous les hommes dans le ksar de Berriane et un des membres de la Azzaba prêche devant toutes les communautés. Après la dernière prière d'El aicha, plusieurs activités traditionnelles et culturelles sont présentes, la musique, le théâtre, la poésie, les chants religieux, etc. Le lendemain, chaque marié est accompagné à son nouveau domicile. Pendant toute cette cérémonie, les hommes sont habillés de la même façon et on y trouve les différentes souches de la société du riche au simple citoyen.
La séparation des sociétés masculines et féminines est presque totale, mais les femmes jouissent d'une certaine autonomie comme en témoigne l'institution des laveuses des morts. Les Mozabites ne se marient pas en dehors de leur branche et, par conséquent, ils sont physiquement assez homogènes, ont tendance à être petits et trapus et à avoir un visage court et large. Les femmes sont complètement voilées et ne quittent jamais la communauté. Les hommes, cependant, se retrouvent dans toute l'Algérie, gérant de petites entreprises, souvent des épiceries, mais retournant périodiquement à l'oasis. Les Mozabites produisent une variété d'objets artisanaux, notamment de la poterie, de la dinanderie, des bijoux et des tapis ; il y a un festival de tapis au printemps.

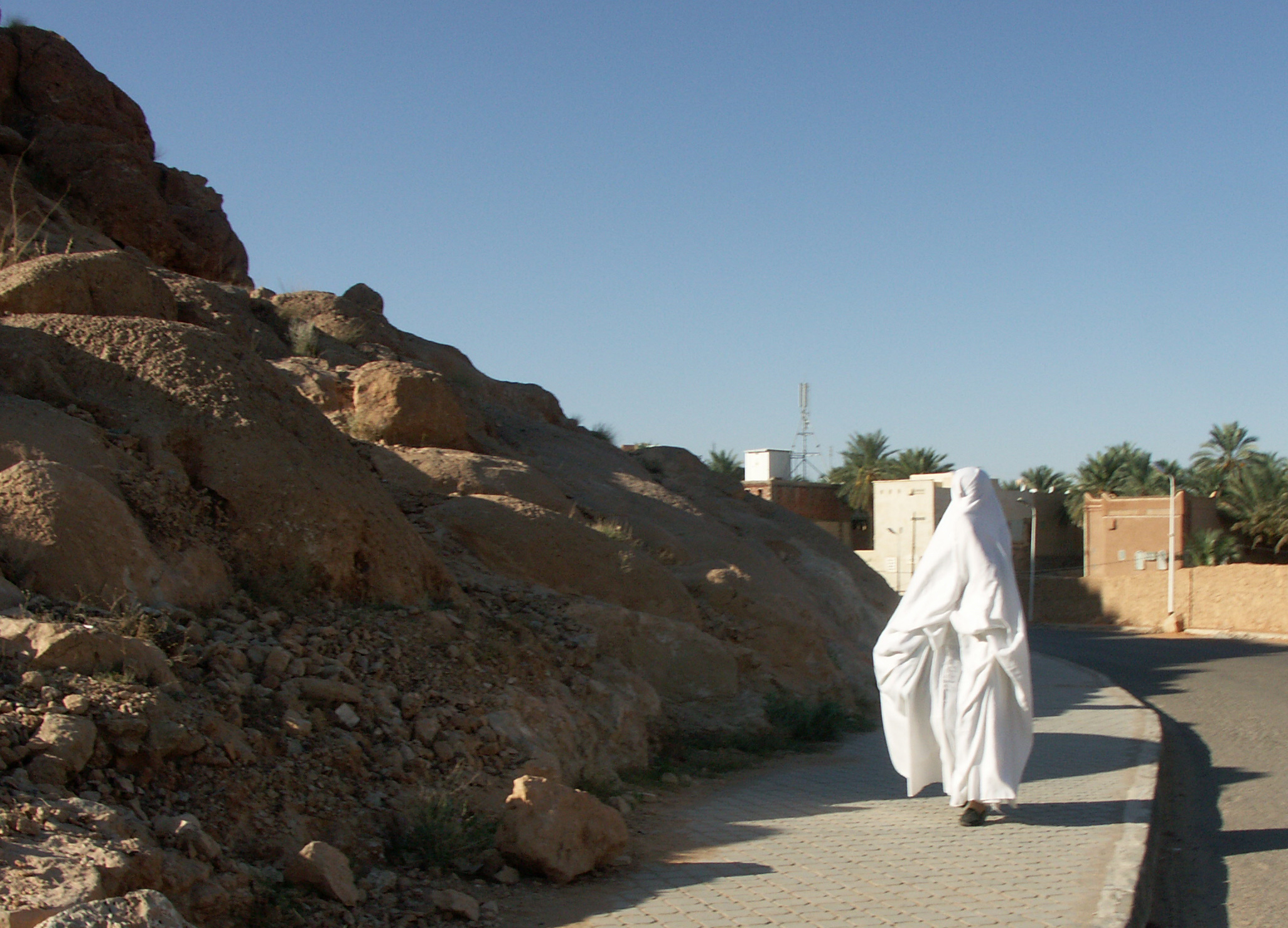
Femme Mozabite dans les rues de Ghardaïa

À l'origine des agriculteurs qui ont met en valeur la vallée, les Mozabites sont devenus de très bons commerçants. En effet, pour les mozabites, le travail est un acte et un devoir religieux, la réussite terrestre ne peut être fondée que sur le travail, la piété et le respect des préceptes coraniques. Par tradition, l'éducation est très importante ; les associations culturelles et les écoles coraniques reçoivent des subsides très importants. Grâce à leur éducation, ils ont pu maîtriser les techniques commerciales modernes et la comptabilité. L'organisation de l'entreprise est « familiale », ce qui permet aux commerçants mozabites de réaliser des prix compétitifs.

### Similitudes avec d'autres groupes ethniques du Maghreb
Les Mozabites partagent de nombreux points communs ethnico-culturels et sociologiques avec principalement deux groupes du Maghreb : les Djerbiens de Tunisie et les Soussis du Maroc. Ces trois groupes partagent en effet des traits analogiques, si bien qu'ils sont parfois qualifiés de proches parents.
A l'instar des Djerbiens de Tunisie et des Soussis du Maroc, les Mozabites maintiennent des relations suivies avec ceux des leurs demeurés au pays.
Outre une émigration ouvrière, les Mozabites alimentent une émigration commerçante comparable à celle des Djerbiens et des Soussis. En effet, les migrations spécialisées bien connues sont celles des Djerbiens en Tunisie, des Mozabites en Algérie et des Soussis au Maroc
L'entreprenariat est plus marquée chez les élites maghrébines de certaines régions dont les Mozabites, à l'instar des Soussis, des Kabyles et des Djerbiens, habitants de l'île de Djerba en Tunisie.
Des études de cas sur les Soussis, les Djerbiens en Tunisie et les Rifains montrent que chez eux l'esprit « schumpetérien » s'accommode fort bien et même tire profit des liens de parenté, de l'esprit communautaire, et l'on peut en dire autant des Mozabites.

## Religion

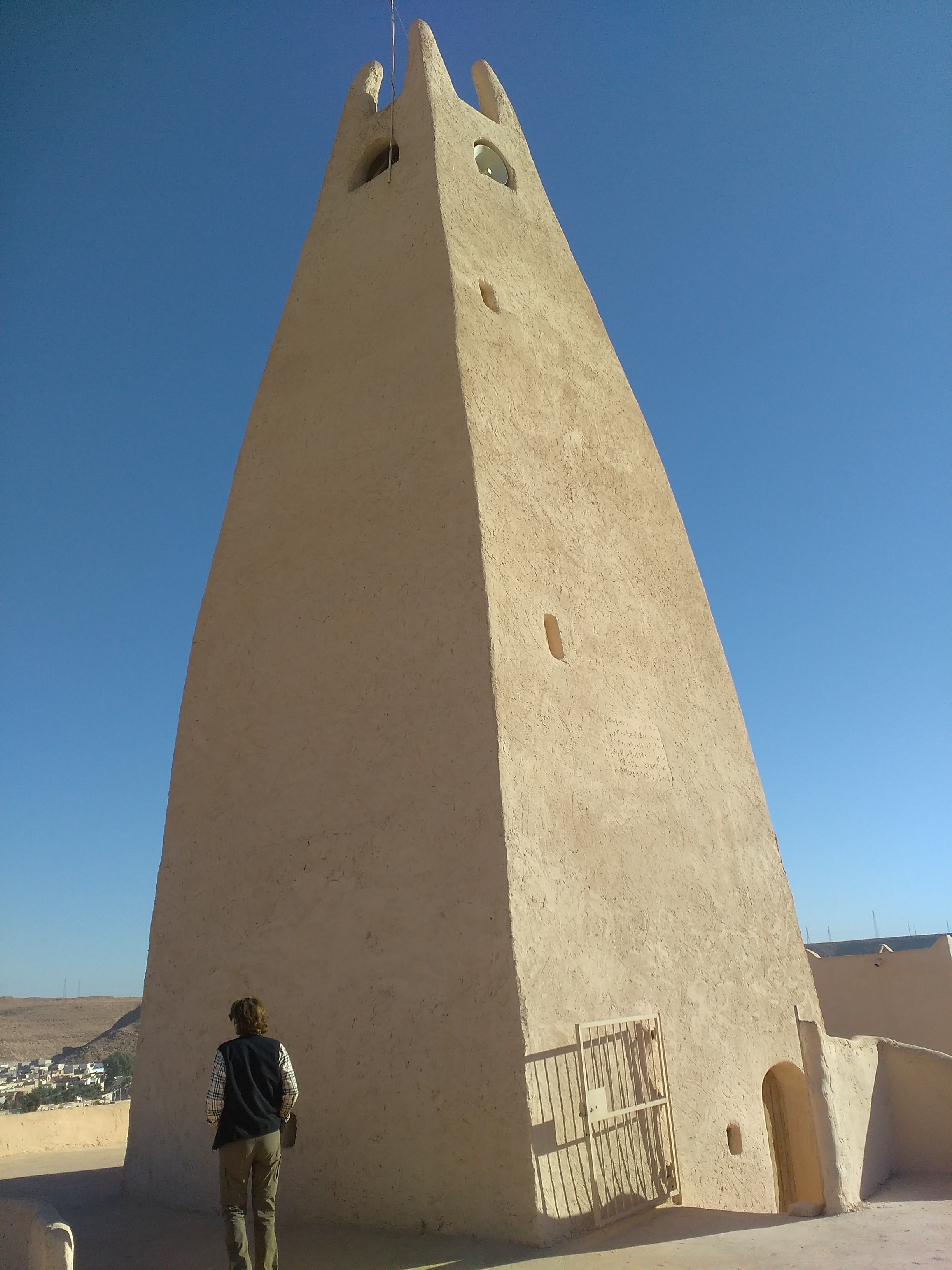
Minaret d'une mosquée ibadite.

Les Mozabites se rattachent à l'ibadisme, doctrine puritaine et rigoriste de l'Islam et une branche du kharidjisme.
Ils sont des rigoristes égalitaristes, qui insistent sur la transcendance et l'unité absolues de Dieu et une interprétation stricte du Coran, ils rejettent le culte des saints, et veillent avec une fermeté à la rigueur des mœurs. Ils apparaissent ainsi comme les protestants et les puritains de l'Islam, ils condamnent le luxe comme un péché et réprouvent le célibat, l'usage des tabacs, de l'alcool, des parfums et la danse.

## Costume traditionnel

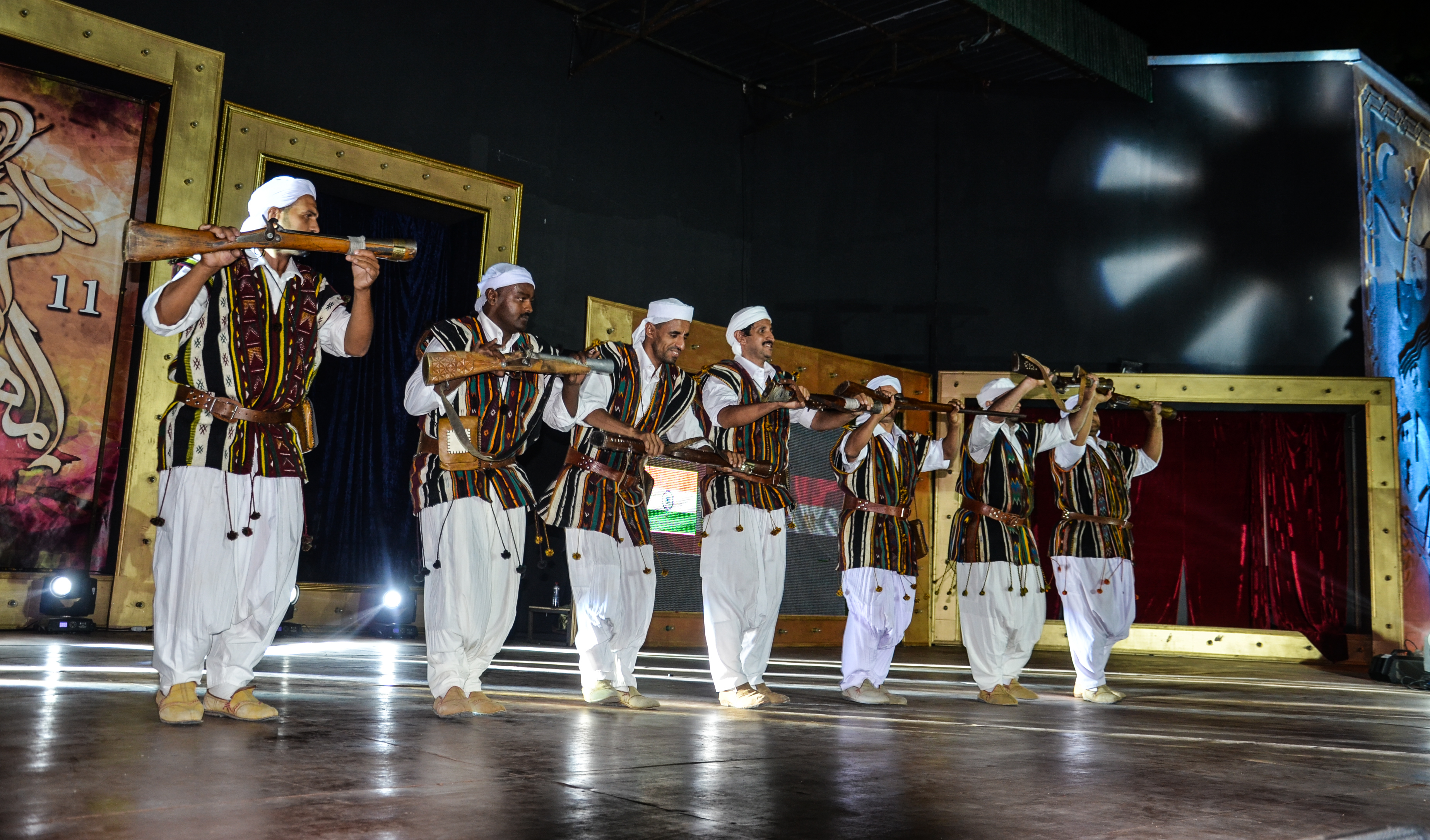
Groupe folklorique mozabite en tenue traditionnelle.

Ghardaïa révèle un patrimoine vestimentaire diversifié, en dépit du rigorisme ibadite. Le costume mozabite se distingue surtout dans sa nature métissée, à la fois citadine et rurale.
Les femmes portent des vêtements en coton brillant, généralement tissés de rayures serpentines, et un foulard en soie couvre la tête. Le vêtement le plus ancien est la melhafa (timelhafa en mozabite), similaire au elhaf aurassien et l'akhellal kabyle. L'hiver, le timelhafa était en lainage et l'été en cotonnade. Elle est maintenant rarement portée.
Les hommes portent souvent une tunique blanche et coiffés d'une calotte également blanche et les femmes un haïk blanc. Les hommes portent un burnous en laine drapé sur une calotte en laine et un chapeau de paille à larges bords.

## Langue
Le Mozabite, ou Tumẓabt, est la langue berbère Zenati parlée par les Mozabites. Il est également parlé par un petit nombre d'émigrants mozabites dans d'autres villes et ailleurs. Le mozabite est l'une des langues Mzab-Wargla, un groupe de dialectes des langues zénètes. Il est très étroitement lié aux langues berbères voisines de Ouargla et Oued Righ ainsi qu'au Gourara plus éloigné, il compte plus de 150,000 locuteurs en 2010

## Génétique

### Lignée paternelle: l'ADN du chromosome Y
L'analyse du chromosome Y, transmis de père en fils, est utilisé en génétique des populations pour étudier la lignée paternelle. Les haplogroupes liés au chromosome Y représentent les branches de l’arbre généalogique des Homo Sapiens.
Plus de 85 % des Mozabites possèdent l'haplogroupe E1b1b1b, identifié par le marqueur M81, caractéristique des populations du Maghreb où sa fréquence se situe entre 35 % et 100 %. En Europe, cet haplogroupe est assez rare sauf dans la péninsule Ibérique où sa fréquence moyenne se situe autour de 5-6 %.
| Haplogroupes Y-ADN | Nb | A/B | E(xE1b1b) | E1b1b1 (M35) | E1b1b1a (M78) | E1b1b1b (M81) | E1b1b1c (M123) | G     | I | J1    | J2 | R1a | R1b | Source                 |
| Haplogroupe        | 67 | 0   | 4 %       | 0            | 1,5 %         | 86,6 %        | 1,5 %          | 1,5 % | 0 | 1,5 % | 0  | 0   | 3 % | Dugoujon et al. (2009) |

### Lignée maternelle: l'ADN mitochondrial
| ADNmt        | Nb | Lignées eurasiennes | Lignées nord-africaines(U6, M1) | Lignées sub-sahariennes (L) | Source                |
| Haplogroupes | 85 | 54,1 %              | 33,0 %                          | 12,9 %                      | Coudray et al. (2009) |

## Personnalités notables
- Moufdi Zakaria, auteur de l'Hymne national algérien, né en 1908 à Beni Isguen.
- Brahim Bayoud, figure du mouvement réformiste mozabite et homme politique, né en 1899 à El Guerrara.
- Mohamed Khobzi, homme politique, premier ministre du commerce de l'Algérie indépendante.
- Ibrahim Boughali, Président de l'Assemblée populaire nationale depuis le 8 juillet 2021.